# Rudolf W. Hoppe
Rudolf W. Hoppe (* 17. Mai 1943 in Wuppertal-Barmen) ist ein deutscher Architekt.

## Leben

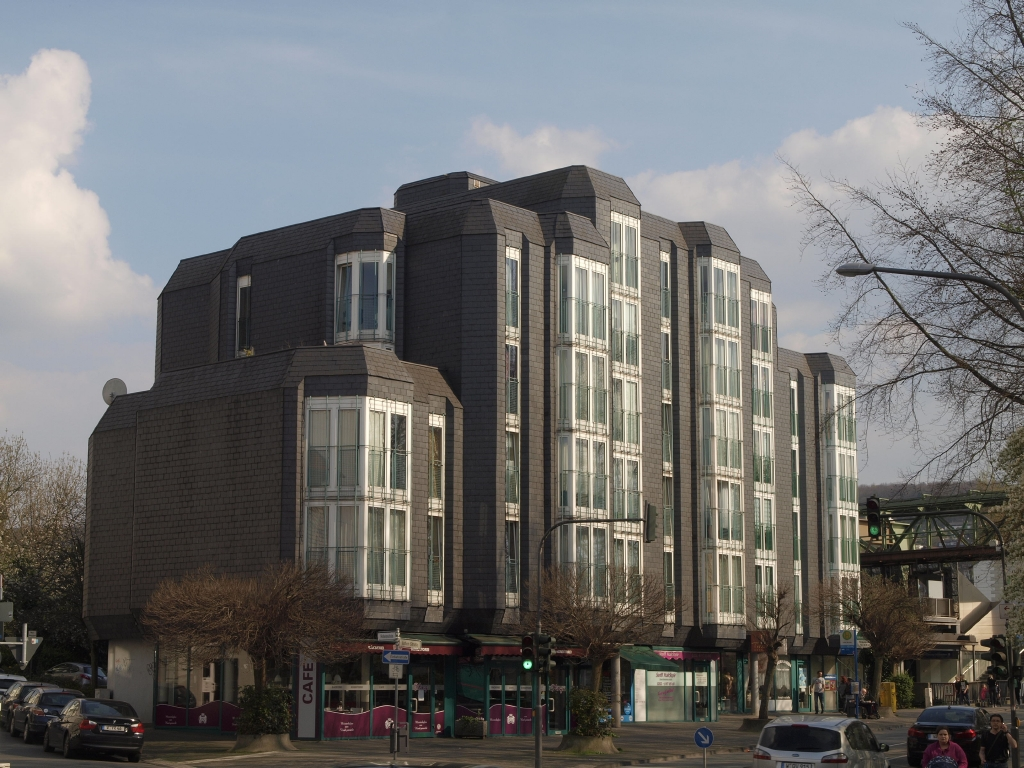
Wohn- und Geschäftshausblock Loh-Center

Nach dem Abitur nahm Hoppe 1964 ein Architekturstudium an der Technischen Universität München auf. Das Studium beendete er 1970 mit dem akademischen Grad des Dipl.-Ing. Seine berufliche Praxis erwarb er im In- und Ausland. 1976 machte er sich selbstständig und gründete in München ein Architekturbüro. Seit 1981 leitet er das Architekturbüro Hoppe Architekten, das im Kolkmannhaus in Wuppertal seinen Sitz hat. Zum Büro zählen neben Hoppe noch die Architekten Herbert Hatzer, Andreas Herzog und Antonio Quintillani. Zu den Aufgaben des Büros zählen im Wohnungsbau Ein- und Mehrfamilienhäuser, Bauten für Industrie und Gewerbe sowie Büro- und Verwaltungsgebäude.

## Bauten (Auswahl)
In Wuppertal
- 1986/87: Wohn- und Geschäftshausblock Loh-Center, Loher Straße 30–34 / Hohenstein 2, im Auftrag der Stadt Wuppertal und Peter Voß gemeinsam mit Horst-Egon Schabel
- 1990/91: Mehrfamilienhaus Am Kasinogarten 3 (als Schließung einer Baulücke)
- 1991: Innenausbau während der umfassenden Sanierung der denkmalgeschützten Villa Seyd[3]
- 1995/96: Mehrfamilienhaus Steinweg / Rödiger Straße
- 1995/97: Umbau des ehemaligen Stadtbads Kleine Flurstraße zum Wuppertaler Brauhaus (Investoren waren Rudolf W. Hoppe und Hans Löbbert.)[4]
- 1996/97: Wohnanlage Schönebecker Straße 72–78
- 1998: Umbau des ehemaligen Werksgeländes an der Bembergstraße im Auftrag des ADAC
- 1998: nicht ausgeführte Planungen für eine Wohnbebauung auf dem Gelände des Heckinghauser Gaskessels an der Mohrenstraße
- 1998/99: ADAC-Servicecenter und Büroflächen für die Staatsanwaltschaft Wuppertal an der Bundesallee (Das Bauwerk wurde vom BDA-Wuppertal als „herausragendes Gebäude“ prämiert.)[5]
- 1998/00: Briller Loge im Mozartpark, Mozartstraße 28
- 2000: Planungen für den Bau eines Wohngebäudes auf dem Eckgrundstück Briller Straße / Luisenstraße
- 2007: Ausstellungspavillon für den Skulpturenpark Waldfrieden
- 2001/02: Wohnhaus Viktorstraße 32 im Auftrag der Bergischen Diakonie Aprath
- 2015/16: Studentenwohnheim an der Bendahler Straße[6]

Außerhalb Wuppertals
- um 2016/17: Prora (Insel Rügen), Beteiligung an einem Projekt, das Ferien-, Eigentumswohnungen und ein Hotel in dem von den Nationalsozialisten gebauten Komplex einrichten soll[7]